# 상법총칙

## 상인

### 당연상인
- 자기명의로 상행위를 하는 자를 상인이라 한다(상법 제4조).
- 여기서 상행위란, 상법 제46조에서 정하는 기본적 상행위를 의미한다.[1]

### 의제상인
- 점포기타 유사한 설비에 의하여 상인적 방법으로 영업을 하는 자는 상행위를 하지 아니하더라도 상인으로 본다(상법 제5조 제1항).
- 회사는 상행위를 하지 아니하더라도 전항과 같다(상법 제5조 제2항).

#### 상인적 방법
- 계주가 여러 개의 낙찰계를 운영하여 얻은 수입으로 가계를 꾸려 왔다 할지라도 계주가 상인적 방법에 의한 영업으로 계를 운영한 것이 아니라면 계주를 상법 제5조 제1항 소정의 의제상인이나 같은 법 제46조 제8호 소정의 대금, 환금 기타 금융거래를 영업으로 운영한 것에 해당한다고 볼 수 없다.[2]

## 상업사용인

### 지배인 이외의 상업사용인
- 부분적 포괄대리권을 가진 상업사용인
- 물건판매점포의 사용인